# Tomás Costa
Tomás Costa (n. 30 ianuarie 1985, Rosario, Argentina) este un fotbalist argentinian care evoluează la echipa Peñarol pe postul de mijlocaș.

## Carieră
A debutat pentru CFR Cluj în Liga I pe 10 septembrie 2010 într-un meci pierdut împotriva echipei Rapid București, care l-a împrumutat de la FC Porto.

## Performanțe internaționale
A jucat pentru FC Porto și CFR Cluj în grupele UEFA Champions League, contabilizând 13 meciuri în această competiție.

## Titluri
| Sezon     | Club     | Titlu                 |
| --------- | -------- | --------------------- |
| 2008-2009 | FC Porto | Liga Sagres           |
| 2009      | FC Porto | Cupa Portugaliei      |
| 2010      | FC Porto | Cupa Portugaliei      |
| 2009      | FC Porto | Supercupa Portugaliei |